# Xã Enterprise, Quận Jackson, Minnesota
Xã Enterprise (tiếng Anh: Enterprise Township) là một xã thuộc quận Jackson, tiểu bang Minnesota, Hoa Kỳ. Năm 2010, dân số của xã này là 187 người.

## Lịch sử
Xã Enterprise được thiết lập vào năm 1871.